# جوی (صورت فلکی)
جوی (معادل عربی:نهر معادل لاتین Eri) زمان رسیدن به نصف النهار :۱۵ دی مساحت:۱۱۳۸ در جه مربع

## افسانه
اشاره دارد به رود پو در شمال ایتالیا به طول ۶۵۲ کیلومتر که بزرگ‌ترین رودخانه آن کشور است.

## ستاره‌ها
ستاره آلفا یا آخر النهر از واژه عربی انتهای رودخانه گرفته شده‌است. این ستاره از عرض‌های پایین‌تر از ۳۰ درجه دیده می‌شود طیف آن از نوع B۳ V قدرش ۰٫۵ و ۶۹ سال نوری با زمین فاصله دارد.

## اجرام عمق آسمان
1. IC۲۱۱۸ یک سحابی عظیم انعکاسی است که دقیقاً در زیر ستاره بتا و به فاصله ۲٫۵ درجه‌ای ستاره رجل جبار قرار گرفته‌است.